# Wiebesia macula
Wiebesia macula är en stekelart som beskrevs av Wiebes 1993. Wiebesia macula ingår i släktet Wiebesia och familjen fikonsteklar. Inga underarter finns listade i Catalogue of Life.